# أوزفالد ديكرو
أوزفالد ديكرو (بالفرنسية: Oswald Ducrot)‏ ولد عام 1930، لساني فرنسي وأحد أبرز المساهمين في الدراسات المتعلقة بالتداوليات والتلفظ ونظرية الحجاج.

## إسهاماته
اشترك مع جان كلود أنسكومبر في بلورة نظرية الحجاج في اللسان التي تتمثل في الإمساك بانتشار الحجاج ليس فقط ضمن الخطاب من خلال إعمال الإمكانات اللغوية، بل أيضا على مستوى اللسان نفسه. والفكرة الأساسية في هذه النظرية هي أن اللسان ليس غرضه الأساسي تمثيل العالم، وإنما هو الحجاج. فاللغة الطبيعية ليست لها فقط علاقة إحالية مع العالم (أحيانا تبدو كأنها لا تقول عنه أي شيء)، بل إنها تُمثِّل محلا لتبادل الحجج، أي أنها سند أساسي لعملية الحجاج.

## أعماله
شارك تزفيتان تودوروف سنة 1972 في وضع «المعجم الموسوعي في علوم اللغة» (بالفرنسية: Dictionnaire encyclopédique des sciences du langage)‏.